# Administració forestal a Catalunya
En aquest article es destaca la història de l'administració forestal a Catalunya. Cal tenir en compte que l'antic Principat de Catalunya està dividit en Catalunya del nord i Catalunya del sud (en endavant Catalunya) i forma part de dos estats diferents, i a partir del Tractat dels Pirineus l'any 1659, l'evolució ha sigut diferent en cadascuna de les parts.
L'administració forestal, com administració pública i de caràcter general neix al segle xvii, a Catalunya del Nord; i al segle xix, a Catalunya. Però des de molt abans ha existit una preocupació per impedir l'ús indegut dels recursos naturals i vetllar per la seva interessada conservació.

## Elsegleix
Al canvi del segle viii al segle ix apareix un tractat primerenc sobre la necessitat de conservar i millorar els boscos, el Capitulare de villis vel curtis imperii. Aquesta és una acta legislativa (capitular) de Carlemany on decreta un determinat nombre d'observacions i regles únicament per a les possessions reials, on manifesta la preocupació per la gestió i conservació dels recursos forestals:«Els nostres boscos s'han de custodiar amb diligència. No es pot permetre que els boscos, allà on siguin necessaris, pateixin greuges per tallades excessives. Ha d'afavorir-se la plantació de: ginebró, pomera, perera, prunera, moixera, nesprer, castanyer, avellaner, ametller, morera, llorer, pi, noguera i cirerer».

## Elseglexv
Al Principat, amb la revolta remença i la sentència arbitral de Guadalupe a les darreries del segle xv, s'aboliren els mals usos i es possibilità un augment de les activitats agrícoles i forestals. S'inicia una expansió demogràfica i la regressió de la superfície forestal per les rompudes efectuades i consum de productes forestals.
El 27 de juny de 1493 es van promulgar les Ordenances de Barcelona, per a la conservació, cura i foment dels terrenys arbrats.

## Elseglexvi
Hi ha una decisió política que tindrà importants conseqüències ambientals a tot el Principat, com la desforestació i el canvi de cabal dels rius. El març de l'any 1561, el virrei castellà Garcia de Toledo, preocupat per la freqüència d'assalts a les proximitats de les viles, ordenà la crema sistemàtica de tots els boscos situats prop dels camins rals més perillosos, per tal de fer front als robatoris i homicidis, ja que constituïen un refugi inexpugnable per als bandolers quan eren perseguits.
Per altra banda, hi ha un elevat consum de fusta per part de les drassanes per a la construcció de galeres i vaixells, que va propiciar la tala massiva a tot Catalunya.
A mitjans del s. XVI es dona la primera ordenació de forests i plantacions. La incipient necessitat de grans subministraments de productes forestals proporciona la necessitat de definir un esbós de la legislació i de la normativa en explotació forestal. Especialment a ciutats com Barcelona, on els boscos són font de recursos forestals per les necessitats domèstiques de les poblacions del seu entorn i de la indústria naval.

## Elseglexvii
La sobreexplotació dels boscos per la creixent demanda social i el fort consum de productes forestals en el sector domèstic, artesà, mariner i protoindustrial, expliquen l'aparició d'un document normatiu que vol posar ordre als abusos, i que apunta l'organització d'una incipient "administració forestal", inici de l'intervencionisme de l'Estat.
El 2 d'octubre de 1627, el lloctinent de Catalunya i Bisbe de Solsona, Miguel de los Santos de San Pedro, publicà les Ordenacions Forestals de Catalunya o Llei de boscos de Solsona, és la primera legislació per a "l'ordenació i conservació" dels boscos a Catalunya, on es posava en evidència els notables danys causats als boscos i establien penalitzacions davant les males pràctiques forestals. El document comença així:
"S'han fet molts grans excessos en aquesta extracció, excedint els límits (...) Sa excel·lència (...) prohibeix (...) que cap persona (...) no intenti llevar les marques ni els senyals dels arbres (...) ni vulgui tallar aquests arbres senyalats".
Aquest ampli document normatiu regula la tala, el carboneig, la fabricació de pegues... Penalitza els abusos: incendis i d'altres pràctiques considerades abusives. També establia la necessitat d'ordenar els boscos del Principat i va manar als funcionaris ser diligents en aquesta tasca; així, nomenà uns comissaris vigilants per fer el seguiment dels arbres que calia tallar i promoure la repoblació forestal. Aquest text constitueixen un dels documents més antic conegut a Europa amb relació a la protecció contra el foc i constata també els efectes perversos de certes formes d'explotació de la fusta o per produir pega i quitrà, en gran part relacionades amb la construcció de vaixells.

### Catalunya

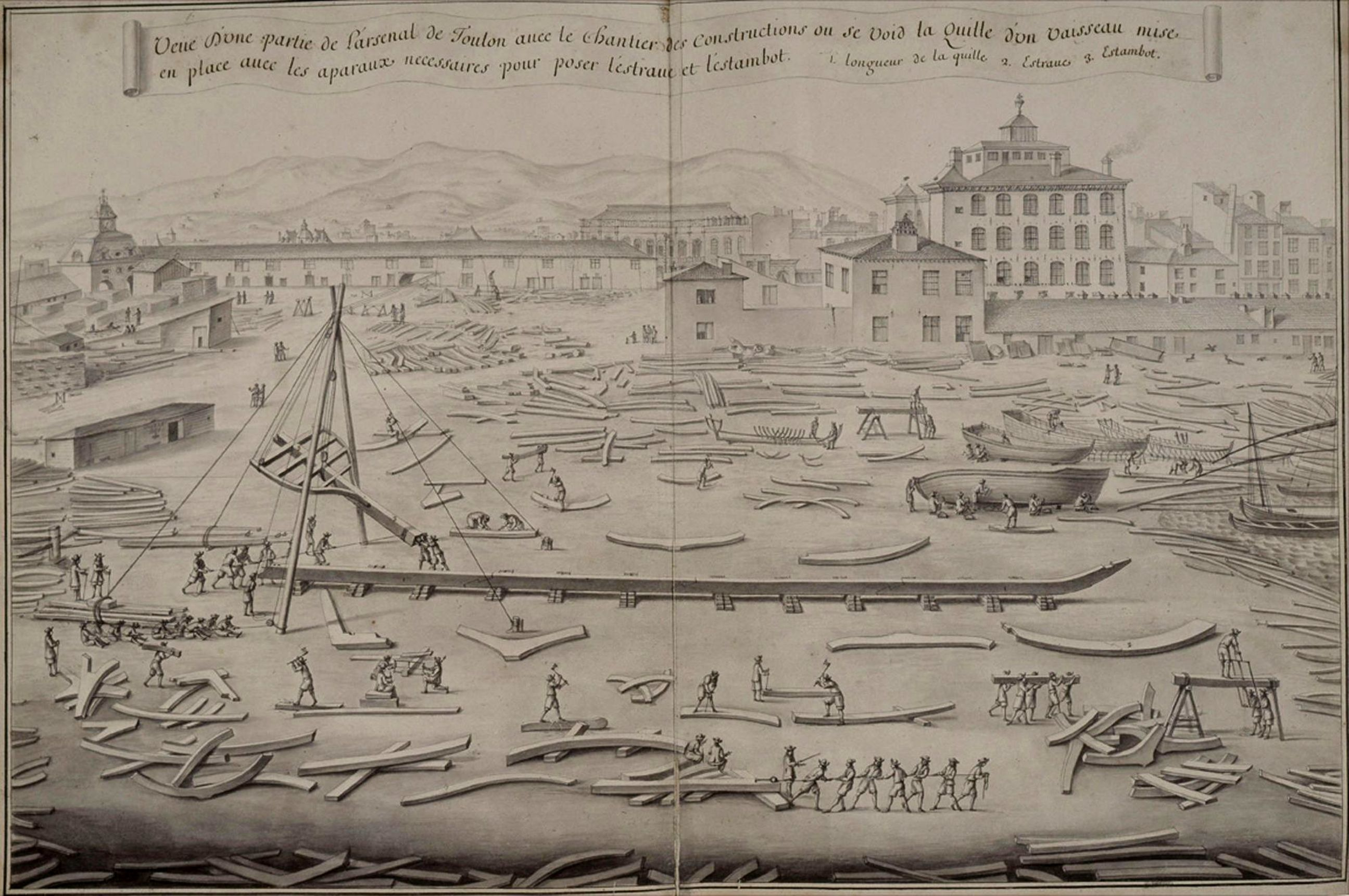
Construcció naval amb fusters i trossos de fusta. L'Arsenal de Toló, 1670. (il·lustració extreta de l'àlbum de Colbert)

Per la Reial ordenança de l'any 1677, dictada per Carles II, totes les autoritats de la monarquia a qui correspongués havien de vigilar les masses arbòries i els animals que les habitessin. És la primera vegada que es dicta una reial ordenança per establir vigilància i preservació de les masses arbòries i els animals que els habitessin.

### Catalunya del Nord
Al llarg d'aquest període, el bosc francès va veure una gran agitació: en molt poc temps, els ingressos del bosc reial es multipliquen per 10, per la forta demanda de les manufactures i per la construcció naval; per la qual cosa l'administració francesa endegà una important actuació per fer front a la desforestació incipient del seu territori a causa de l'explotació intensiva i anàrquica.
La legislació forestal francesa no s'introduí fins al 1726 i no s'aplicà fins al 1759.
Per altra banda, el Ministre Jean-Baptiste Colbert va dur a terme una important reforma general dels boscos, i de l'administració forestal que va durar gairebé 20 anys:
- Aquesta reforma aprovada en Consell del Rei, el 15 de d'octubre de 1661, ordena el tancament dels boscos de l'estat.
- S'aproven diferents reglaments que reforcen i garanteixen la provisió per a fusta de la Marina.

- El 13 d'agost de 1669 es promulga la Ordenança de Lluis XIV Rei de França i de Navarra sobre Aigües i Boscos,[9] es crea l'estructura administrativa forestal francesa per als boscos de titularitat pública. Es considera que en aquest moment es crea la primera administració forestal a França. Aquesta Ordenança era fortament controladora de les tallades.

## Elseglexviii
La fusta escasseja a tot Europa pel fort consum i demanda, especialment en la indústria naviera. Per altra banda, els conflictes armats, com la Guerra amb Anglaterra, limita les importacions de fusta des dels països a la riba del Mar Bàltic, agreujant la situació i derivant en fortes restriccions i normes repressores aquí (amb les conseqüents friccions entre òrgans locals, les necessitats domèstiques i personal de Marina).

### Catalunya
Les superfícies forestals segueixen en recessió a causa de l'augment demogràfic i, i a les cada cop més, necessitats de productes forestals en els àmbits domèstics, artesà i industrial. Després de les últimes dècades dels Àustries i la Guerra de Successió, les armades espanyoles van decaure fins a límits que van fer perillar les connexions amb els territoris americans. En aquest context, durant el regnat de Felip V, el Ministre José Patiño Rosales va crear un nou entramat normatiu i institucional de foment naval que va orbitar al voltant de la fusta extreta dels boscos, competint amb les necessitats de les poblacions rurals que veien com els era despullada la seva matèria primera quotidiana, extreta dels arbres. Així doncs, l'administració borbònica pren mesures per al foment de la construcció naval iniciant una campanya per regular i fomentar la producció fustera dels boscos mitjançant la jurisdicció de l'administració de Marina. Es promulguen diferents Ordenances per la reorganització de una Nova Planta a la Marina, on se li assigna les competències forestals:
- Reial Ordre, de 28 de gener de 1717, de nomenament de José Patiño i Rosales com intendent general de Marina. Aquesta norma atorga importants atribucions de direcció en matèria d'organització forestal.
- Instrucció General, de 1 de maig de 1723, coneguda també com: Ordenança d'Arsenals. Crea un cos de personal militar per a la gestió forestal.
- la creació, per Reial Ordre de 5 de juliol de 1726, de tres departaments marítims (d'inspiració francesa), als quals quedaran vinculades enormes extensions de muntanyes i plantacions: departaments de Nord (amb seu a Ferrol), Migdia (a Cadis) i Llevant (a Cartagena).

Durant el regnat de Ferran VI i tenint com a conseller d'Estat Zenón de Somodevilla y Bengoechea, Marquès de l'Ensenada (amb grans coneixements en tots els àmbits de l'administració, especialment en comerç i marina), l'any 1748 es promulguen 2 Ordenances de Forests (a imitació dels eficaços reglaments Francesos del segle anterior):

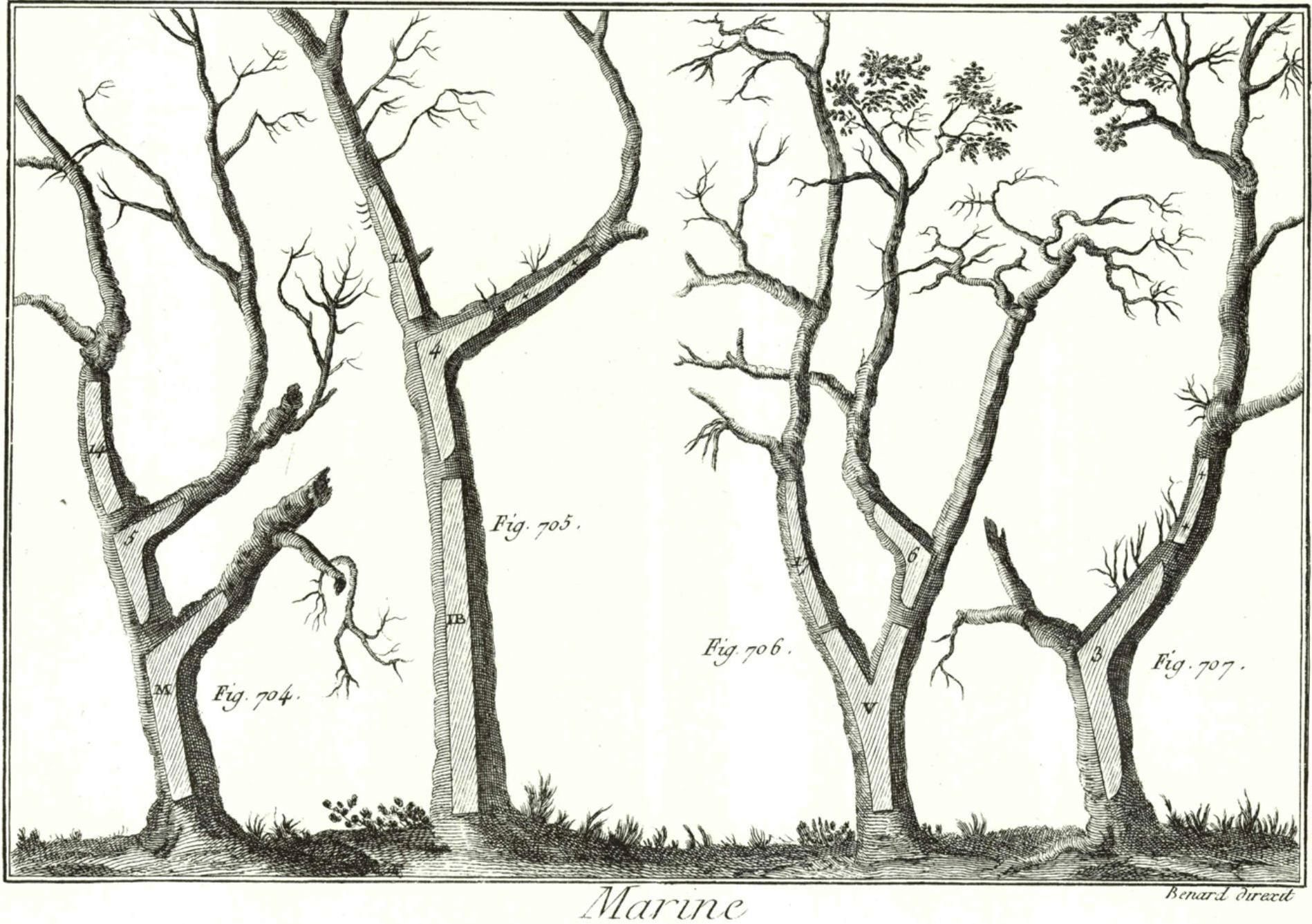
Arbres amb exemples de peces de fusta per a la construcció naval. Les reformes de Colbert en matèria de boscos te com objectiu principal el subministrament de fusta a les drassanes (dibuix del, Enciclopèdia Metòdica Marina.

- La Reial Cèdula de 31 de gener de 1748 per la qual s'estableix la Ordenança per a la conservació i augment de les forests de la Marina en les províncies i districtes que se expressen, conté instruccions de caràcter silvícola per al posterior ús de la fusta en la indústria naviliera. Passen a dependre directament de la Intendència de Marina, i es fixa la demarcació de cada jurisdicció.Mitjançant aquesta disposició, tots els boscos que es trobaven a 138 km de la costa o rius navegables depenien dels intendents de Marina. En el context d'aquesta administració, mitjançant instrucció de 1749 es crea la primera guarderia forestal, els denominats Comissionats de Marina, la funció dels quals és realitzar informes i inventaris de la riquesa forestal així com controlar les densitats, regularà les tales i classificar els arbres segons la seva destinació.[4][11] Van fer servir les Ordenances Forestals de Catalunya de 1627, com a base de text.[1]
- La Reial Cèdula de 7 de desembre de 1748, per la qual s'estableix l'Ordenança per a l'augment i conservació de forests i plantacions, on feien referència a les altres muntanyes (que no són les anteriors de Marina), estableixen el Departament de l'Interior i la de les 30 llegües al contorn de la Cort, que anys després passaria a 25 llegües.[12] Es van nomenar guardes de camp i de muntanya o zeladors, amb la missió de denunciar els talladors il·legals, els causants d'incendis, les persones que introduïssin ramats en les repoblacions joves, etc.

Totes dues van establir un fort intervencionisme administratiu per totes les forests -fossin públiques o privades-, règims especialment severs als seus amos: No es podia tallar arbres que havien estat assenyalats per i per a la Marina, per cada arbre fet fora s'havien de plantar tres, es podien expropiar propietats si eren adequades per a la instal·lació de vivers, era obligat invertir en cures i repoblacions almenys un terç del valor de les seves muntanyes, no podien vendre fusta sense llicència; a més, els preus estaven regulats. Per aquest procediment, la Marina va consumir molts milions d'arbres, els millors i grossos, contribuint a la desforestació de milers d'hectàrees a nombroses províncies del litoral.
La intervencionisme de La Corona, a través de les Jurisdiccions de Marina, mitjançant l'Ordenança per a la Conservació i Augment de les Forests de Marina de 1748, implicava una servitud en la utilització dels recursos de fusta de les forests de pobles i particulars, obligació que va originar nombrosos conflictes amb els titulars i els òrgans locals. Als boscos llunyans de la costa, com els pirinencs, també hi havia un elevat consum de carbó vegetal per a la fosa de ferro a les diferents fargues.
Durant el regnat de Carles III, l'any 1762, es creà la Companyia de Fusellers Guardaboscos Reials (a imitació francesa) per a custodia dels llocs reials i protecció de membres de la família reial quan hi eren presents. Tot i que immediatament després de crear-se es va desplaçar a Madrid, quedant sense efectius a Catalunya.

### Catalunya del Nord
Hi ha una gran preocupació per la fusta per a la Marina. Durant el regnat de Lluís XV es promulguen nombroses sentències i decrets per regular l'accés al bosc, i de reserva de fusta per a la marina. El 13 de desembre de 1719, per decret s'instaurà la pena de mort contra els que encendre un foc al bosc i al bruc.
L'any 1740, s'estableix la separació de la policia dels cursos d'aigua.

## Elseglexix
És el segle xix quan l'evolució dels sistemes urbans, l'augment de les activitats industrials i un important augment demogràfic promouen una de les desforestacions més importants de la història. El consum de dendrocombustibles és la principal font d'energia per suportar les activitats industrials i la mobilitat, i s'estima que el consum per capita és de 5 tones/any de llenya.

### Catalunya
Durant el regnat de Carles IV, es promulga l'Ordenança de 27 d'agost de 1803 per al govern de les muntanyes i arbrats de la jurisdicció de Marina on s'estableix com a únic vetllador de les forests que depenen de Marina al Cos militar de Marina. Això obliga a dotar de personal suficient per aquesta amplia comesa, per al seu finançament es va preveure la venda de llenyes i altres gaudis forestals, que havien estat gratuïts fins llavors a la població local.
El Reial Decret de 22 de desembre de 1833 de les Ordenances Generals de Forests, trasllada la tutela de l'administració de la marina sobre les forests espanyoles a l'administració forestal ubicada al Ministeri de Foment, tancant un període històric de prop de 200 anys de gestió de gran part de les forests a càrrec de Marina. Es considera que en aquest moment es crea específicament l'administració forestal a Espanya, amb el nom de Direcció General de Monts, adscrita inicialment al Ministeri de Foment, del 1837 al 1851 va ser adscrita al Ministeri de la Governació, i finalment tornar al Ministeri de Foment.
Tots els privilegis de la Marina Reial van quedar abolits, i en una etapa del liberalisme oligàrquic, es va concedir plena llibertat als particulars per efectuar tancament dels predis i dur a terme els usos més profitosos. Es va establir una policia comuna i l'obligació d'obtenir autorització de la propietat per qualsevol ús de persones alienes a la mateixa. La caça i la pesca també van passar a ser drets privatius del propietari. Les poques normes que van seguir vigents eren les que atorgaven llibertat de pas al bestiar transhumant.
Fins aquest moment, la Comissaria de Forests van ser l'organisme encarregat de gestionar els assumptes relatius al patrimoni forestal de cada província sota la dependència orgànica del Cap Polític o del Governador Civil.
Al 1835 es crea l'estructura perifèrica de l'administració forestal, per Reial decret es va crear els districtes forestals en els governs civils (amb comarques forestals repartides en els partits judicials). Que progressivament va anar cobrint el territori, situació que va completar el reglament (de 1865) de la Llei de Forests de 1863, assignant per al servei de forests públiques la cinquena inspecció amb seu a Barcelona que comprenia els districtes de Barcelona, Balears, Girona, Lleida i Tarragona.
Els processos desamortitzadors iniciats a principis de segle es potencien amb la Llei Desamortitzadora de Mendizábal de 1837 i la posterior Llei de desamortització general, Ley de Madoz de 1855. En tot aquest procés es posen a la venda béns de l'Església, ajuntaments i corporacions civils i, entre aquests, els boscos de propietat pública. Les desamortitzacions van afavorir el minifundi, la fragmentació i privatització de les forests de propietat pública. El procés va provocar l'acceleració de la desforestació de les superfícies privatitzades i en reacció a aquest es va produir la gènesi de l'administració i la política forestal a Espanya que va implicar l'exclusió de la venda i inclusió en el Catàleg de Forests d'Utilitat Pública de 1897.
Després d'una primera classificació dels boscos públics el 1859, neix al 1862, el Catàleg de les Forests Públiques Exceptuades de la desamortització per dotar d'un règim fiscal el patrimoni forestal públic i emparar l'Estat posseïdor d'aquests boscos. S'aprova la primera llei forestal, Llei de Forests de 1863 (va ser vigent fins a 1957), que regula principalment els boscos de propietat pública.
Durant el regnat d'Alfons XII, l'any 1876, va cessar totes les guarderies i va deixar com a vigilants de forests únicament a la Guàrdia Civil (cal tenir en compte que el governador civil era el responsable del cos de la Guàrdia Civil,i en aquells moments els districtes forestals estaven ubicats als governs civils), però, a l'any següent, en 1877, per la Llei de Repoblacions Forestals, va crear als capatassos de Cultiu en els districtes Forestals i, dos anys després, els va autoritzar a denunciar els danys que es causessin als boscos, seria l'embrió de la futura Guarderia Forestal; i es va contractar els vigilants temporals d'incendis.
El 1893 se suprimeixen les seccions de Foment dels Governs Civils, motiu pel qual l'enginyer en cap assumeix un major grau d'autonomia, supeditat directament als serveis centrals de Madrid.
Al 1894, s'aprova la Llei sobre ordenacions forestals davant la necessitat de planificar els recursos fusters. El 1910 un gran nombre de boscos públics de la Vall d'Aran ja eren ordenats.
El segle xix va ser el més negatiu per als nostres boscos, ja que es permetia la utilització de les muntanyes particulars sense limitacions i el tancament de les finques i la seva rompuda. Va ser un espoli massiu de les finques desamortitzades amb el conseqüent dany ambiental.

## Segle XX

### Catalunya
El 1901, es crea el Servei Hidrològic-Forestal de la Nació per actuar en les principals conques hidrològiques, a través de repoblacions i la correcció dels torrents, amb la principal missió de reduir les inundacions, molt importants a la darreria del segle xix, l'erosió i les allaus; i incrementar a llarg termini la producció forestal dels boscos.
Entre el 1914 i el 1925, la Mancomunitat de Catalunya va crear un Servei Forestal propi, iniciar tasques de conservació de boscos i de protecció d'espais naturals. Cal tenir en compte que la Mancomunitat tenia com a òrgan de govern a el Consell Permanent que estava constituït per 8 conselleries més la presidència, una d'aquestes conselleries era «Agricultura i Serveis Forestals».
El liberalisme existent al segle passat es va acabant. Durant la dictadura de Primo de Rivera, s'inicia, tímidament, un nou intervencionisme administratiu forestal, ara a càrrec dels governs civils; en concret sobre l'execució de tallades arreu i rompudes, per preservar les masses arbrades.
Al 1928 la Direcció General de Monts passa denominar-se Direcció General de Monts, Pesca i Caça. Aquell any es crea el Patronat del Montseny, primera figura de protecció d'un espai natural a Catalunya. Dotada amb part del que havia estat el servei Forestal de la Mancomunitat. Posteriorment, el 25 de gener del 1932, la Generalitat de Catalunya va convertir el Servei Forestal del Patronat de la Muntanya del Montseny en el Servei Forestal de la Generalitat de Catalunya. Aquest nou servei tenia competència sobre tots els temes relatius al foment, la conservació i la millora de la riquesa forestal dins el territori de Catalunya, la creació de nous parcs naturals, la conservació dels existents i els serveis de caça i pesca. Cal tenir en compte que l'Estatut d'Autonomia de 1932 no va entrar en vigor fins al 21 de setembre de 1932.
Al 1931 amb la Segona República, les competències en boscos que des de 1833 estaven al Ministeri de Foment passen al nou Ministeri d'Agricultura (inicialment Ministeri d'Agricultura, Industria i Comerç).
Al 1932 el Consell d'Agricultura, Ramaderia i Boscos, organisme de consulta i assessor de la Generalitat de Catalunya aprova les Bases per a la defensa de la riquesa forestal de les comarques catalanes, d'1 d'octubre de 1932 que constitueix la primera legislació bàsica sobre boscos (fins i tot abans que es publiqui l'Estatut d'Autonomia), regula els aprofitaments als boscos no declarats d'utilitat pública, encarregant la seva vigilància al Cos de Guarderia Forestal de l'Estat, a la Guàrdia Civil (i Governadors civils), i als Mossos d'Esquadra.
El 1933, La Generalitat de Catalunya, en virtut de l'Estatut d'autonomia, rep (per Decret de 8 de desembre de 1933) la transferència dels serveis de la Guàrdia Civil, això fa que el President Macià encomani a aquest cos, la vigilància de les tallades clandestines de boscos.
El 1934, la Generalitat de Catalunya rep (per Decret de 4 de gener de 1934) les competències en matèria de Caça per cessament dels Governadors civils. Per altra banda, les oficines administratives del Districte forestal (òrgan responsables de les forests d'Utilitat Pública) que depenien del Governador civil no són traspassats immediatament (com la caça) i es posposa el seu traspàs a la Comissió de traspassos, aleshores el Districte forestal ja no depèn del Governador civil i ara ja depenen de la seva pròpia estructura administrativa, sense traspàs efectiu encara tot i previst (no es va realitzar mai) a la Generalitat de Catalunya. La Generalitat de Catalunya va encomanar (per Decret de 22 de gener de 1934) provisionalment (a l'espera de la transferència de les competències establertes per l'Estatut per unificar la vigilància, fet que no va arribar mai), la vigilància dels boscos als Mossos d'Esquadra, amb 14 destacaments directament vinculats a la Direcció del Servei Forestal (aquests destacaments estaven formats per un mosso encarregat i un mosso auxiliar). Aquest mateix any La Generalitat aprova les Instruccions per a regular els aprofitaments de boscos de propietat privada i llur policia, disposició legal amb l'objectiu de garantir el recobriment arbori. El Servei Forestal de la Generalitat de Catalunya col·laborava amb els alcaldes, la Guàrdia Civil, els Mossos d'Esquadra i el personal vinculat als districtes forestals.
El govern espanyol de la Segona República promulga el 9 d'octubre del 1935 la llei del patrimoni forestal de l'Estat. El Cop d'Estat del 36, fa que la Generalitat de Catalunya, a través del Servei Forestal de la Generalitat, controli tots els Serveis dependents de la Direcció General de Monts, Pesca i Caça, radicats a Catalunya, com seria els districtes forestals. Al 1939 la Direcció General de Monts, Pesca i Caça passa a denominar-se Direcció General de Monts, Caça i Pesca fluvial.Amb el franquisme, el 10 de març del 1941, es decretà la seva reorganització, i es constituí l'estructura administrativa del Patrimoni Forestal de l'Estat.
A partir de 1952, el Servei Hidrològic-Forestal s'integra al Patrimoni Forestal de l'Estat (PFE), i a partir de 1955, el PFE s'integra amb la resta de l'administració forestal comparteixen la Direcció General de Monts, Caça i Pesca fluvial.
Amb la recuperació de la Generalitat de Catalunya en 1977 es va crear el departament d'Agricultura i Ramaderia de la Generalitat de Catalunya, que ha anat incorporant competències al llarg del temps.